# مئیر پاییل
مئیر پاییل (عبری: מאיר פעיל‎؛ ۱۹ ژوئن ۱۹۲۶ – ۱۵ سپتامبر ۲۰۱۵) یک مورخ نظامی، سیاست‌مدار، و نویسنده اهل اسرائیل بود.